# ستاندارد (ألبرتا)
ستاندارد (بالإنجليزية: Standard, Alberta)‏ هي قرية تقع في كندا في ألبرتا. يقدر عدد سكانها بـ 379 نسمة ومساحتها 2.34 كم2 وترتفع عن سطح البحر 900 متر.